# Kilogram na metr krychlový
Kilogram na metr krychlový je v SI jednotka měrné hmotnosti (hustoty). Vyjadřuje hmotnost jednotkového objemu látky, tzn. počet kilogramů připadajících na 1 metr krychlový látky.
Značka: kg/m3
Platí vztah pro přepočet: 1 kg/m3 = 0,001 g/cm3 = 0,001 kg/l (tedy obráceně 1 g/cm3 = 1 000 kg/m3)
Příklady hustot některých látek:
- vodík – 0,088 kg/m3
- suchý vzduch – 1,29 kg/m3
- oxid uhličitý – 1,98 kg/m3
- pěnový polystyren – kolem 100 kg/m3
- borové dřevo – 500 kg/m3
- voda – 998 kg/m3
- hliník – 2 700 kg/m3
- ocel – 7 850 kg/m3
- zlato – 19 300 kg/m3
- iridium – 22 650 kg/m3, prvek s největší známou hustotou